# Elatostema sinense
Elatostema sinense es una especie de planta del género Elatostema, perteneciente a la familia Urticaceae.

## Taxonomía
Elatostema sinense fue descrita por H. Schroet. en 1936.

## Distribución
Se encuentra en el territorio centro-sur y sudeste de China, y también en Vietnam.